# No Balance Palace
No Balance Palace è il quinto album in studio del gruppo rock danese Kashmir, pubblicato nel 2005.

## Tracce
1. Kalifornia – 5:26
2. Jewel Drop – 4:20
3. The Cynic (feat. David Bowie) – 4:23
4. Ophelia – 3:56
5. Diana Ross – 0:31
6. The Curse of Being a Girl – 3:39
7. She's Made of Chalk – 5:06
8. Ether – 5:21
9. Snowman – 3:14
10. Black Building (feat. Lou Reed) – 1:58
11. No Balance Palace – 8:03